# Live in the LBC & Diamonds in the Rough
Live in the LBC & Diamonds in the Rough è la prima raccolta del gruppo musicale statunitense Avenged Sevenfold, pubblicato il 16 settembre 2008 dalla Warner Bros. Records.

## Descrizione
Si compone di un DVD, intitolato Live in the LBC, che contiene l'esibizione tenuta dal gruppo il 10 aprile 2008 a Long Beach durante il Taste of Chaos, e un CD, intitolato Diamonds in the Rough, composto da una selezione di b-side registrate insieme al precedente album Avenged Sevenfold, cover e altro materiale.
Il DVD è stato diretto da Rafa Alcantra della Core Entertainment, che lavorò anche al precedente album video All Excess.
Il 15 agosto 2008 è stato pubblicato il trailer attraverso il canale YouTube degli Avenged Sevenfold, mentre il 5 settembre il gruppo ha reso disponibile per la visione la versione dal vivo di Seize the Day attraverso il proprio account imeem. Anche Unholy Confessions e Scream vennero mostrate gratuitamente prima della pubblicazione del DVD.

## Tracce
DVD – Live in the LBC
1. Critical Acclaim – 7:21
2. Second Heartbeat – 7:00
3. Afterlife – 5:51
4. Beast and the Harlot – 5:40
5. Scream – 4:48
6. Seize the Day – 4:44
7. Walk – 5:15 – originariamente interpretata dai Pantera
8. Bat Country – 5:11
9. Almost Easy – 3:53
10. Gunslinger – 4:11
11. Unholy Confessions – 4:43
12. A Little Piece of Heaven – 8:00

CD – Diamonds in the Rough
1. Demons – 6:16
2. Girl I Know – 4:26
3. Crossroads – 4:33
4. Flash of the Blade – 4:05 – originariamente interpretata dagli Iron Maiden
5. Until the End – 4:46
6. Tension – 4:51
7. Walk – 5:20 – originariamente interpretata dai Pantera
8. The Fight – 4:09
9. Dancing Dead – 5:54
10. Almost Easy (CLA Mix) – 3:57
11. Afterlife (Alternate Version) – 5:55

Tracce bonus nella riedizione LP del 2020
1. St. James – 5:01
2. Set Me Free – 6:26
3. 4:00 AM – 5:01
4. Lost It All – 3:50
5. Paranoid – 2:43 – originariamente interpretata dai Black Sabbath

## Formazione
Gruppo
- M. Shadows – voce, organo (Critical Acclaim)
- Synyster Gates – chitarra solista, cori
- Zacky Vengeance – chitarra ritmica, cori; chitarra solista (Demons e Dancing Dead), chitarra acustica e voce secondaria (Seize the Day)
- Johnny Christ – basso, voce secondaria
- The Rev – batteria, cori, voce secondaria (Critical Acclaim, Afterlife, A Little Piece of Heaven, Crossroads e Flash of the Blade)

Altri musicisti
- Papa Gates – orchestrazione (Until the End)